# Black Rock (Arkansas)
Black Rock is een plaats (city) in de Amerikaanse staat Arkansas, en valt bestuurlijk gezien onder Lawrence County.

## Demografie
Bij de volkstelling in 2000 werd het aantal inwoners vastgesteld op 717.
In 2006 is het aantal inwoners door het United States Census Bureau geschat op 677, een daling van 40 (-5,6%).

## Geografie
Volgens het United States Census Bureau beslaat de plaats een oppervlakte van
8,9 km², waarvan 8,5 km² land en 0,4 km² water. Black Rock ligt op ongeveer 79 m boven zeeniveau.

## Plaatsen in de nabije omgeving
De onderstaande figuur toont nabijgelegen plaatsen in een straal van 16 km rond Black Rock.